# Headless Cross
A Headless Cross az angol Black Sabbath tizennegyedik stúdióalbuma, amely 1989 tavaszán jelent meg. Ez az első Sabbath-lemez, amit az I.R.S. adott ki, és amelyen Cozy Powell dobos játszik.

## Információk
A brit heavy metal zenekar a '80-as években több mélypontot is elkönyvelhet. Azonban mikor kiadták ezt az albumot, megmutatták, hogy képesek még olyan teljesítményre, mint mikor első hanganyagjaikat jelentették meg. A dalszövegekben, Martin és Iommi erőltették a sátánizmust, és az okkult körül forgó témákat.
Az album kijövetele után a csapat egy koncertkörutat tartott az Egyesült Királyságban és Európában.
A "When Death Calls" című dal gitárszólóját nem Iommi, hanem a Queen gitárosa, Brian May játszotta fel.

## Tartalom
Az összes dalt a Black Sabbath írta és szerezte. A kivételek külön feltüntetve.
1. "The Gates of Hell" – 1:06
2. "Headless Cross" – 6:29 (Iommi, Martin, Powell)
3. "Devil & Daughter" – 4:44 (Martin, Iommi, Powell)
4. "When Death Calls" – 6:55
5. "Kill In The Spirit World" – 5:11
6. "Call of The Wild" – 5:18
7. "Black Moon" – 4:06
8. "Nightwing" – 6:35
9. "Cloak & Dagger" – 4:37 (Bónusz)

## Közreműködők
- Tony Martin – ének
- Tony Iommi – gitár
- Geoff Nicholls – billentyűs hangszerek
- Laurence Cottle – basszusgitár
- Cozy Powell – dob
- Brian May – gitárszóló a "When Death Calls" című felvételen